# 발터 뢰를
발터 뢰를(독일어: Walter Röhrl, 1947년 3월 7일 ~ )은 독일의 자동차 경주 선수이다. 1973년에 활동을 시작하여 피아트, 오펠, 란차와 아우디 등을 몰고 이겼으며, 그 중에서 이 사람이 탄 아우디 콰트로가 가장 유명하다. 1987년에 활동을 마쳤다.